# شابن هال
شابن هال هو سياسي أمريكي، ولد في 12 يوليو 1816 في بوستي في الولايات المتحدة، وتوفي في 12 سبتمبر 1879 في جيمستاون في الولايات المتحدة. نشط حزبياً في الحزب الجمهوري. وقد انتخب عضو مجلس النواب الأمريكي ‏.